# HMS Conn (K509)
HMS Conn (K509) là một tàu frigate lớp Captain của Hải quân Hoàng gia Anh hoạt động trong Chiến tranh Thế giới thứ hai. Nó nguyên được Hoa Kỳ chế tạo như chiếc USS Oswald (DE-71), một tàu hộ tống khu trục lớp Buckley, và chuyển giao cho Anh Quốc theo Chương trình Cho thuê-Cho mượn (Lend-Lease). Tên nó được đặt theo Đại tá Hải quân John Conn (1764-1810), hạm trưởng chiếc HMS Dreadnought (1801) và đã từng tham gia các cuộc Chiến tranh Độc lập Hoa Kỳ, Chiến tranh Cách mạng Pháp và Chiến tranh Napoleon. Nó đã phục vụ cho đến khi chiến tranh kết thúc tại Châu Âu, hoàn trả cho Hoa Kỳ năm 1945, và cuối cùng bị bán để tháo dỡ vào năm 1948.

## Thiết kế và chế tạo
Buckley là một trong số sáu lớp tàu hộ tống khu trục được Hải quân Hoa Kỳ chế tạo nhằm đáp ứng nhu cầu hộ tống vận tải trong Thế Chiến II, sau khi Hoa Kỳ chính thức tham chiến vào cuối năm 1941. Chúng hầu như tương tự nhau, chỉ với những khác biệt về hệ thống động lực và vũ khí trang bị. Động cơ của phân lớp Backley bao gồm hai turbine hơi nước General Electric để dẫn động hai máy phát điện vận hành hai trục chân vịt, và dàn vũ khí chính bao gồm 3 khẩu pháo pháo 3 in (76 mm)/50 cal.
Những chiếc phân lớp Buckley (TE) có chiều dài ở mực nước 300 ft (91 m) và chiều dài chung 306 ft (93 m); mạn tàu rộng 37 ft 1 in (11,30 m) và độ sâu mớn nước khi đầy tải là 11 ft 3 in (3,43 m). Chúng có trọng lượng choán nước tiêu chuẩn 1.430 tấn Anh (1.450 t); và lên đến 1.823 tấn Anh (1.852 t) khi đầy tải. Hệ thống động lực bao gồm hai nồi hơi và hai turbine hơi nước General Electric công suất 13.500 mã lực (10.100 kW), dẫn động hai máy phát điện công suất 9.200 kilôwatt (12.300 hp) để vận hành hai trục chân vịt;  công suất 12.000 hp (8.900 kW) cho phép đạt được tốc độ tối đa 23 kn (26 mph; 43 km/h). Con tàu mang theo 359 tấn Anh (365 t) dầu đốt, cho phép di chuyển đến 6.000 nmi (6.900 mi; 11.000 km) ở vận tốc đường trường 12 kn (14 mph; 22 km/h).
Vũ khí trang bị bao gồm pháo 3 in (76 mm)/50 cal trên ba tháp pháo nòng đơn đa dụng (có thể đối hạm hoặc phòng không), gồm hai khẩu phía mũi và một khẩu phía đuôi. Vũ khí phòng không tầm gần bao gồm hai pháo Bofors 40 mm và tám pháo phòng không Oerlikon 20 mm. Con tàu có ba ống phóng ngư lôi Mark 15 21 inch (533 mm). Vũ khí chống ngầm bao gồm một dàn súng cối chống tàu ngầm Hedgehog Mk. 10 (có 24 nòng và mang theo 144 quả đạn); hai đường ray Mk. 9 và bốn máy phóng K3 Mk. 6 để thả mìn sâu. Thủy thủ đoàn đầy đủ bao gồm 200 sĩ quan và thủy thủ.
Conn được đặt lườn như là chiếc DE-80 (chưa đặt tên) tại xưởng tàu của hãng Bethlehem-Hingham Steel Shipyard ở Hingham, Massachusetts vào ngày 2 tháng 6, 1943 và được hạ thủy vào ngày 12 tháng 8, 1943. Tuy nhiên con tàu trước đó đã được chuyển giao cho Anh Quốc vào ngày 15 tháng 7, 1943, và nhập biên chế cùng Hải quân Anh như là chiếc HMS Conn (K509) vào ngày 31 tháng 10, 1943 dưới quyền chỉ huy của Hạm trưởng, Thiếu tá Hải quân Charles Douglas Theodore Williams.

## Lịch sử hoạt động
Conn được điều về Bộ chỉ huy Tiếp cận phía Tây để hoạt động tuần tra chống tàu ngầm và hộ tống các đoàn tàu vận tải vượt Đại Tây Dương. Nó thực hiện nhiều chuyến hộ tống vận tải tăng cường cho Đội hộ tống B7 vốn đã bị hao hụt lực lượng, rồi chuyển sang Đội hộ tống 21 vào đầu năm 1944 và thực hiện nhiều chuyến hộ tống ven biển trong mùa Xuân. Vào tháng 6, nó cùng Đội hộ tống 21 được điều động hỗ trợ cho Chiến dịch Neptune, hoạt động hải quân trong khuôn khổ cuộc đổ bộ Normandy lên miền Bắc nước Pháp, phục vụ hộ tống các đoàn tàu đổ bộ và tuần tra đề phòng tàu ngầm U-boat Đức. 
Vào tháng 10, 1944, Conn cùng Đội hộ tống 21 tham gia thành phần hộ tống cho Đoàn tàu vận tải Bắc Cực JW 61 cùng với Hạm trưởng mới, Thiếu tá Hải quân Raymond Hart, một chỉ huy nhiều kinh nghiệm và thành tích chống tàu ngầm, đồng thời kiêm nhiệm tư lệnh Đội hộ tống 21.
Trong tháng 1, 1945, Conn cùng Đội hộ tống 21 phục vụ hay hỗ trợ cho nhiều đoàn tàu vận tải Bắc Cực. Vào ngày 27 tháng 1, Đoàn tàu HX 332 do nó hộ tống chịu tổn thất khi tàu chở dầu Na Uy Solør và tàu buôn Hoa Kỳ Ruben Dario  bị tàu ngầm U-boat U-825 phóng ngư lôi đánh chìm tại vịnh Cardigan trong biển Ireland. Cuộc truy tìm kẻ tấn công đã không đem lại kết quả.
Đến tháng 3, Conn cùng Đội hộ tống 21 được điều sang hoạt động tuần tra chống tàu ngầm tại vùng bờ biển Đông Bắc Scotland; trong giai đoạn này Đội hộ tống 21 tiêu diệt được bốn tàu U-boat đối phương, trong đó bản thân Conn ghi được hai chiến công. Vào ngày 27 tháng 3, nó tấn công bằng mìn sâu một mục tiêu tại vị trí về phía Tây Bắc mũi Wrath thuộc hạt Sutherland, đánh chìm đối thủ tại tọa độ 58°34′B 05°46′T / 58,567°B 5,767°T, thoạt tiên được cho là chiếc U-965,   nhưng sau này được xác định là chiếc U-905; toàn bộ 45 thành viên thủy thủ đoàn chiếc U-905 đều tử trận. Chiến công này được xác nhận khi tàu khu trục Escapade (H17) tấn công xác tàu đắm vài ngày sau đó.
Ba ngày sau đó, 30 tháng 3, Conn phối hợp cùng tàu chị em Rupert (K-561) tấn công bằng mìn sâu một mục tiêu khác về phía Tây mũi Wrath, đánh chìm đối thủ tại tọa độ 58°19′B 05°31′T / 58,317°B 5,517°T, thoạt tiên được cho là chiếc U-1021,  nhưng sau này được xác định là chiếc U-965; toàn bộ 51 thành viên thủy thủ đoàn chiếc U-965 đều tử trận.
Sau khi chiến tranh chấm dứt tại châu Âu vào tháng 5, Conn được phái đến Rosyth cho đến tháng 8, và từng thực hiện một chuyến đi vận chuyển thư tín sang Na Uy. Nó quay trở về Hoa Kỳ vào tháng 11 được chính thức hoàn trả cho Hải quân Hoa Kỳ vào ngày 26 tháng 11, 1945, nhằm giảm bớt chi phí mà Anh phải trả cho Hoa Kỳ trong Chương trình Cho thuê-Cho mượn (Lend-Lease). Do dư thừa so với nhu cầu về tàu chiến sau khi chiến tranh đã chấm dứt, nó được rút tên khỏi danh sách Đăng bạ Hải quân Hoa Kỳ vào ngày 3 tháng 1, 1946 và bị bán để tháo dỡ vào ngày 21 tháng 1, 1948.